# 第9回全国高等学校選抜ラグビーフットボール大会
第9回全国高等学校選抜ラグビーフットボール大会は2008年4月1日から4月7日まで熊谷ラグビー場及び陸上競技場にて行われた全国高校選抜ラグビー大会である。

## 概要
今大会でトーナメント方式のみは終了。その後第22回大会で復活。

## 出場校
※はシード校
北海道ブロック
- 札幌山の手（5年連続5回目）

東北ブロック
- 仙台育英※（3年連続8回目）
- 青森北（3年ぶり3回目）
- 秋田中央（4年ぶり2回目）

関東ブロック
- 國學院久我山※（3年連続7回目）
- 流経大柏（4年ぶり5回目）
- 桐蔭学園（7年連続8回目）
- 茗溪学園（4年連続4回目）

北信越ブロック
- 日本航空二（初出場）

東海ブロック
- 西陵（4年ぶり5回目）
- 春日丘（2年連続2回目）

近畿ブロック
- 常翔啓光学園※（2年ぶり7回目）
- 東海大仰星※（9年連続9回目）
- 常翔学園※（2年ぶり5回目）
- 大阪朝鮮（2年ぶり2回目）
- 御所工・実[2]（初出場）

中国ブロック
- 尾道（2年連続3回目）

四国ブロック
- 貞光工（4年ぶり3回目）

九州ブロック
- 東福岡※（3年連続6回目）
- 大分舞鶴（2年ぶり6回目）
- 佐賀工（3年ぶり6回目）

開催県枠
- 熊谷工（初出場）

チャレンジ枠
- 明大中野（初出場）
- 修猷館（初出場）

新規チャレンジ枠
- 江の川（2年ぶり2回目）
- 三島（初出場）

## 試合結果
- 時刻はすべて日本標準時 (UTC+9)
- 太字は勝利校を示す。

### 1回戦
| 2008年04月01日 11:00 | 流経大柏   | 5-17  | 春日丘   | 陸上競技場  |
| 2008年04月01日 11:00 | 茗溪学園   | 34-0  | 貞光工   | 陸上競技場  |
| 2008年04月01日 11:04 | 修猷館     | 19-29 | 青森北   | Bグラウンド |
| 2008年04月01日 12:15 | 御所工・実 | 45-5  | 明大中野 | Bグラウンド |
| 2008年04月01日 12:15 | 日本航空二 | 7-79  | 西陵     | 陸上競技場  |
| 2008年04月01日 12:15 | 札幌山の手 | 24-5  | 大阪朝鮮 | 陸上競技場  |
| 2008年04月01日 13:30 | 熊谷工     | 0-44  | 大分舞鶴 | 陸上競技場  |
| 2008年04月01日 13:35 | 尾道       | 54-5  | 三島     | Bグラウンド |
| 2008年04月01日 13:40 | 桐蔭学園   | 5-34  | 佐賀工   | 陸上競技場  |
| 2008年04月01日 14:45 | 江の川     | 10-5  | 秋田中央 | 陸上競技場  |

### 2回戦・敗者戦
| 2008年04月02日 10:00 | 大阪朝鮮     | 21-17 | 桐蔭学園     | 陸上競技場  |
| 2008年04月02日 11:15 | 三島         | 7-67  | 流経大柏     | 陸上競技場  |
| 2008年04月02日 12:32 | 修猷館       | 57-20 | 明大中野     | 陸上競技場  |
| 2008年04月02日 13:45 | 熊谷工       | 5-58  | 秋田中央     | 陸上競技場  |
| 2008年04月02日 15:00 | 貞光工       | 12-17 | 日本航空二   | 陸上競技場  |
| 2008年04月03日 11:00 | 佐賀工       | 5-0   | 仙台育英     | 陸上競技場  |
| 2008年04月03日 11:00 | 青森北       | 5-19  | 國學院久我山 | Bグラウンド |
| 2008年04月03日 12:15 | 東海大仰星   | 26-5  | 江の川       | Bグラウンド |
| 2008年04月03日 12:20 | 春日丘       | 19-12 | 札幌山の手   | 陸上競技場  |
| 2008年04月03日 13:30 | 西陵         | 14-29 | 大分舞鶴     | Bグラウンド |
| 2008年04月03日 13:30 | 尾道         | 14-21 | 常翔学園     | 陸上競技場  |
| 2008年04月03日 14:45 | 常翔啓光学園 | 32-3  | 茗溪学園     | 陸上競技場  |
| 2008年04月03日 14:48 | 東福岡       | 7-31  | 御所工・実   | 陸上競技場  |

### 準々決勝
| 2008年04月04日 11:00 | 常翔啓光学園 | 24-7  | 大分舞鶴     | 陸上競技場 |
| 2008年04月04日 12:15 | 東海大仰星   | 19-21 | 國學院久我山 | 陸上競技場 |
| 2008年04月04日 13:30 | 御所工・実   | 31-27 | 常翔学園     | 陸上競技場 |
| 2008年04月04日 14:45 | 春日丘       | 31-19 | 佐賀工       | 陸上競技場 |

### 準決勝
| 2008年04月06日 12:00 | 御所工・実   | 50-7  | 春日丘       | 陸上競技場 |
| 2008年04月06日 13:15 | 常翔啓光学園 | 38-19 | 國學院久我山 | 陸上競技場 |

### 決勝
| 4月7日 13:00 | 常翔啓光学園 | 36-21 | 御所工・実 | 陸上競技場 観客数: 300人 レフリー: 新野好之 |
| 4月7日 13:00 | 詳細         |       |            | 陸上競技場 観客数: 300人 レフリー: 新野好之 |

| 全国高等学校選抜ラグビーフットボール大会 第9回大会 優勝 |
| ------------------------------------------------------- |
| 常翔啓光学園高校 3年ぶり3回目                           |